# Louis Léopold Ollier
Louis Xavier Édouard Léopold Ollier, född 2 december 1830 i Les Vans, departementet Ardèche, död 25 november 1900 i Lyon, var en fransk kirurg.
Ollier blev medicine doktor 1857 och professor i kirurgi i Lyon 1877. De viktigaste av hans arbeten behandlar benhinnans betydelse inom kirurgin och därmed sammanhängande frågor. De publicerades dels i tidskrifter, dels i verk såsom Traité expérimental et clinique de la régénération des os et de la production artificielle du tissu osseux (två band, 1867) och Traité des résections et des opérations conservatrices (tre band, 1885-91). Han invaldes som utländsk ledamot av svenska Vetenskapsakademien 1892.